# Електролітичне відновлення
Електролітичне відновлення (рос. электролитическое восстановление, англ. electrolytic [catodic] reduction) — відновлення, що протікає на катоді під час електролізу.
Полярографічне відновлення відбувається на крапельному ртутному або обертовому платиновому електроді.
С6H5NO2 + 4e-+ 4H+ → C6H5NHOH + H2O